# خودوبا (گمینا لاسوویتسه ویلکیه)
خودوبا (به لهستانی:  Chudoba) یک روستا در لهستان است که در گمینا لاسوویتسه ویلکیه واقع شده‌است. خودوبا ۷۹۰ نفر جمعیت دارد.